# Besleria flavovirens
Besleria flavovirens là một loài thực vật có hoa trong họ Tai voi. Loài này được Nees & Mart. mô tả khoa học đầu tiên năm 1823.